# Miguel Villanueva Gómez
Miguel Villanueva y Gómez (Madrid, 31 d'octubre de 1852 - Madrid, 13 de setembre de 1931) fou un advocat i polític espanyol, va ser ministre d'Agricultura, Indústria, Comerç i Obres Públiques i ministre de Governació durant la regència de Maria Cristina d'Habsburg-Lorena i ministre de Foment, ministre de Marina, ministre d'Estat i ministre d'Hisenda durant el regnat d'Alfons XIII. Així mateix seria President del Congrés en diverses legislatures.

## Biografia
Després de doctorar-se en Dret en la Universitat Central de Madrid es traslladà a Cuba on aconseguirà la càtedra de Dret Civil per la Universitat de l'Havana i iniciarà la seva carrera política com a regidor de l'Havana sent, en les eleccions generals espanyoles de 1881, elegit diputat per Cuba en representació del Partit Liberal, escó que tornaria a obtenir en les successives eleccions fins a la de 1898. La perduda de les colònies espanyoles fa que a partir de llavors és present als següents processos electorals per la circumscripció de Logronyo obtenint el corresponent escó entre 1901 i 1931.
Ministre d'Agricultura, Indústria, Comerç i Obres Públiques entre el 6 de març de 1901 i el 19 de març de 1902, durant un breu període, entre el 15 i el 23 de juliol de 1901, ocuparà simultáneametne amb la citada cartera la de ministre de Governació. També ocuparà a ocupar la cartera de ministre de Marina entre el 23 de juny i el 31 d'octubre de 1905 i, posteriorment serà nomenat ministre de Foment, cartera que ocuparà entre el 12 de març de 1912 i el 24 de maig de 1913. Així mateix serà ministre d'Estat entre el 9 de desembre de 1915 i el 25 de febrer de 1916. Finalment serà ministre d'Hisenda en dues ocasions: entre el 25 de febrer i el 30 d'abril de 1916 i entre el 4 d'abril i el 3 de setembre de 1923.
També serà Alt Comissari al Protectorat Espanyol al Marroc i membre de la Reial Acadèmia de Ciències Morals i Polítiques.